# Franklin Park (Pennsylvania)
Franklin Park  è una borough degli Stati Uniti d'America, nella contea di Allegheny nello Stato della Pennsylvania. Secondo il censimento del 2000 la popolazione è di 11.364 abitanti.

## Società

### Evoluzione demografica
La composizione etnica vede una prevalenza della razza bianca ( 95,05%) seguita da quella afroamericana (2,89%), dati del 2000.
| borough di Franklin Park Popolazione |        |
| 2000                                 | 11.364 |
| Stima al 01-07-07                    | 12.023 |